# Акне
Акнето (на гръцки: άκμή, произнася се „акми“) е болестно състояние на кожата, проява на себорея, появяващо се по време на пубертета (и затова още наричано „младежки пъпки“), при което се запушват отворите на мастните жлези и се образуват т. нар. комедони (черни точки) и зачервени пъпки с гнойни върхове. Акнето се проявява предимно по лицето, гърба и гърдите, оставя белези. Среща се по-често у момчетата. За облекчаване на прекарването на болестта е важна личната хигиена и редовно почистване на лицето с подходящи препарати. При повечето хора акнето изчезва или поне се подобрява при достигане на възраст около 20 години.
Понякога акнето е причинено от Cutibacterium acnes.

## Фактори отговорни за появата на акне
- повишена себумна секреция;
- запушване на порите – поява на комедони;
- повишен бактериален растеж;
- възпаление.

## Симптоми на акне
- Повишената себумна секреция (себорея) е първият и най-ранен симптом на акнето (понякога тя е факт преди началото на пубертета);
- В хидролипидния слой, най-външната бариера на кожата, това води до повишаване на липофилните (обичащите мазнини) субстанции. Най-засегнати са зоните с най-висока концентрация на себумни жлези като лицето, деколтето, раменете и гърба;
- Вследствие на това се появяват комедони (бели или черни точки);
- Белите точки са затворени комедони, а черните – отворени;
- Следващите видими симптоми на акнето са папули, пустули и нодуларни възли.

## Степени на тежест на акнето
В повечето случаи е налице плавен преход на проблемната кожа към акне. Когато говорим за акне се има предвид acne vulgaris и неговите най-чести форми, появяващи се през пубертета и засягащи най-вече лицето и гърба. В зависимост от видимите прояви на acne vulgaris различаваме следните степени на тежест:
- комедонно акне („черни точки“);
- папуло-пустулозно акне – появява се, когато бактерии колонизират комедоните и причинят вторични възпаления около комедоните, формирайки папули и пустули;
- конглобатно акне – с поява на болезнени нодули и абцеси с фистули по лицето и горната част на тялото, често оставящи белези след преминаване.

## Лечение на акне
Преди да се пристъпи към лечение на акнето, е важно да се определят причините, довели до неговата поява. За всеки отделен индивид, причината, породила акнето, може да бъде съвсем различна. Това налага да се прилага индивидуален подход към всеки страдащ от акне.
Съществуват различни методи и средства, които могат да се прилагат за лечение на акне. Кой метод и кое средство да се използва зависи от степента на заболяването и спецификата на всеки отделен човек. Като цяло за лечение на акне могат да се прилагат: лекарства против акне, козметични продукти, алтернативна медицина, здравословно хранене, хигиенни навици, чист въздух, физически упражнения и други.
За да се намали акнето, не трябва да се приемат следните храни:
- Шоколад, сладкиши, вафли
- Пица, снакс, чипс
- Прясно мляко, сметана, масло
- Мазно свинско, овче и агнешко месо
- Бял хляб
- Газирани напитки
- Алкохол
- Подсладители

Необходимо е да се увеличи приемът на зеленчуци и плодове. Дневно трябва да се пият около 2 литра вода.